# Zdeněk Frýbort
Zdeněk Frýbort (20. července 1931, Labuty u Hodonína – 4. dubna 2013) byl český redaktor a překladatel z italštiny, francouzštiny, španělštiny, latiny a angličtiny.

## Život
Pracoval jako redaktor pro různá nakladatelství a uspořádal řadu knižních výborů poezie a prózy. Společně s Jaroslavem Bezděkem vytvořil kapesní Italsko-český a česko-italský slovník (1997, Vocabolario italiano-ceco e ceco-italiano). Těžištěm jeho překladatelské práce je italská umělecká próza. Věnoval se rovněž překladům odborných děl s uměleckou a historickou tematikou. V době normalizace publikovali pod jeho jménem některé své překlady Jaroslav Putík a Sergej Machonin. Evidován jako agent StB pod krycím jménem EDA.

## Překlady

### Francouzština
- Cyril Collard: Noci šelem (1993).
- Robert Merle: Za sklem (1981).
- Robert Merle: Muži pod ochranou (1985).
- Georges Simenon: Cizinci v domě 1975), ve skutečnosti přeložil Jaroslav Putík.[2]
- Georges Simenon: Donadieuova závěť (1976).
- Georges Simenon: Augustinova smrt, Neděle (1978), příběh Neděle ve skutečnosti přeložil Jaroslav Putík.[2]
- Stanislas de Guaita: Had Genese (1998).

### Italština
- Vittorio Alfieri: Vůle a vášeň (1987).
- Pietro Aretino: Rozpravy o mravech hříšných kurtizán (1992).
- Giorgio Bassani: Zlaté brejličky (1994).
- Vitaliano Brancati: Krásný Antonio (1967).
- Aldo Busi: Standardní život občasného prodavače punčocháčů (1994).
- Aldo Busi: Seminář mládí (1994).
- Dino Buzzati: Bosch (1992).
- Giosue Carducci: Hněvy a smutky (1986).
- Giuseppe Conte: Modlitba k lárům (1998).
- Umberto Eco: Jméno růže (1985).
- Umberto Eco: Foucaultovo kyvadlo (1991).
- Umberto Eco: Skeptikové a těšitelé (1995).)
- Umberto Eco: Ostrov včerejšího dne (1995).
- Umberto Eco: Umění a krása ve středověké estetice (1998).
- Umberto Eco: Mysl a smysl (2000), spolupředkladatel.
- Umberto Eco: Baudolino (2001).
- Umberto Eco: Lector in fabula (2010).
- Federico Fellini: 5 scénářů (1966), spolupředkladatel.
- Carlo Emilio Gadda: Ten zatracený případ v Kosí ulici (1965),
- Carlo Emilio Gadda: Seznání bolesti (1969).
- Carlo Emilio Gadda: Vévodství v plamenech (1984).
- Loriano Macchiavelli: Včera, dnes a možná zítra (1983).
- Loriano Macchiavelli: Růže a její dvojník (1990).
- Loriano Macchiavelli: Masakr (1993).
- Loriano Macchiavelli: Co se přihodilo slušné dámě; Minulost vraždí (1993).
- Curzio Malaparte: Kůže (1967).
- Carlo Adolfo Martigli: 999: poslední strážce (2011).
- Carlo Adolfo Martigli: Kacíř (2012).
- Indro Montanelli: Generál Della Rovere (1966).
- Indro Montanelli a Marco Nozza: Garibaldi (1977).
- Elsa Morante: Příběh v historii (1990)
- Alberto Moravia: Pozornost (1968).
- Alberto Moravia: Voyeur, aneb, Muž, který se dívá (1994).
- Alberto Moravia: Přežít vlastní smrt (2000).
- Sabatino Moscati: Živoucí minulost (1984).
- Pier Paolo Pasolini: Darmopšlapové (1975).
- Giuseppe Pontiggia: Kruh stínu (1987).
- Enzo Russo: Případ Monte Cristo (1980).
- Enzo Russo: Doupě hrnostajů (1981).
- Edoardo Sanguineti: Třikrátník (1968).
- Vittorio Sereni: Lidské nástroje (1970).
- Tíha naděje (1963), výbor italských vojenských povídek (uspořádal a přeložil).
- Eugenio Vitali: Postav se na břeh světa (2010).

### Latina
- Raimundus Lullus: Pojednání o Páté Esenci, neboli, O tajemstvích přírody (1995).

### Němčina
- Franz Josef Degenhardt: Doutnák (1977), ve skutečnosti přeložil Sergej Machonin.[3]

### Španělština
- Mario Rodríguez Cobos (pod pseudonymem Silo): Dopisy mým přátelům (1994).